# Bulletface
Bulletface é un film del 2010 diretto da Albert Pyun.